# 皮耶路易吉·戈利尼
皮耶路易吉·戈利尼（義大利語：Pierluigi Gollini；1995年3月18日—），義大利足球運動員，司職守門員，現効力意甲球會羅馬。

## 俱樂部生涯
2021年7月，戈利尼被亞特蘭大租借至英超球會熱刺，該交易還包括購買選擇權。但在熱刺的一季中高連尼上陣機會不多，季後亦被熱刺歸還至亞特蘭大。

## 榮譽
拿坡里
- 意甲冠軍：2022–23[5]

## 外部連結
- 皮耶路易吉·戈利尼在FootballDatabase.eu中的档案
- Soccerway資料庫：皮耶路易吉·戈利尼